# Le Vampire (film, 1991)
Pour les articles homonymes, voir Vampire (homonymie).
Pour plus de détails, voir Fiche technique et Distribution.
Le Vampire (titre original : Пьющие кровь) est un film d'épouvante soviétique réalisé par Ievgueni Tatarski et sorti en 1991.
Il s'agit de l'adaptation du roman court éponyme d'Alexis Konstantinovitch Tolstoï paru en 1841.

## Synopsis
Après le bal bruyant et bondé, le jeune prince Rounevski décide de se promener dans les pièces du manoir où se déroule la fête. Son attention est attirée par un homme inhabituellement pâle et étrange, jeune d'apparence, mais aux cheveux complètement gris, qui regarde fixement un point au loin sans remarquer que l'ourlet de ses vêtements touchait presque le feu de la cheminée. Rounevski l'interpelle et l'homme s'exclame soudain : « Je trouve étrange qu'au bal de ce soir, je voie des goules ! ». Plus tard, cet homme explique que « goule » est le nom original d'un vampire, qui, pour une raison quelconque, est tombé dans l'oubli. Inquiet et préoccupé, Rounevski commence à remarquer, au bout d'un certain temps, diverses bizarreries dans le comportement de certains invités, en particulier les parents de sa bien-aimée Dasha, qui possède une propriété dans les environs. Le jeune prince est invité à leur rendre visite.

## Fiche technique
- Titre français : Le Vampire[1]
- Titre original russe : Пьющие кровь, Piouchtchie krov'[2]
- Réalisation : Ievgueni Tatarski
- Scénario : Arthur Makarov, d'après le roman court éponyme d'Alexis Konstantinovitch Tolstoï paru en 1841.
- Photographie : Konstantine Ryjov (ru)
- Montage : Irina Vigdorchik
- Musique : Sergueï Kouriokhine
- Décors : Isaac Kaplan (ru)
- Sociétés de production : Lenfilm
- Pays de production :  Union soviétique
- Langue originale : russe
- Format : couleurs
- Genre : film d'épouvante
- Durée : 110 minutes
- Dates de sortie : 
  - Union soviétique : 1991

## Distribution
- Marina Vlady : Marfa Sougrobina
- Andreï Sokolov : Rounevski
- Marina Maïko : Dachenka
- Donatas Banionis : Semion Teliaïev
- Konstantine Afonski : Vassili Rybarenko
- Svetlana Slijikova : Fedosia Zorina
- Aleksandra Kolkounova : Sofia Zorina